# Kevin Shirley
Kevin Shirley (även kallad The Caveman) född den 29 juni 1960 i Johannesburg i Sydafrika, är en musikproducent för flera artister som Dream Theater, Europe, Iron Maiden, Rush och Led Zeppelin.
Shirley började producera skivor för flera framgångsrika band och artister i Sydafrika som Robin Auld, Julika och Steve Louw samtidigt som han spelade med sitt eget band The Council.
Kevin Shirley flyttade till Australien 1987 och arbetade med framgångsrika artister där, The Hoodoo Gurus, The Angels, Cold Chisel med flera. Senare flyttade han till USA och fortsatte att producera skivor för rockartister som Aerosmith och Journey för att sedan gå vidare till de stora som Iron Maiden, Slayer, HIM och Led Zeppelin.